# Bernhard Bruckmayer
Bernhard Bruckmayer (* 21. Oktober 1910 in Ingolstadt; † 11. Mai 1972 ebenda) war ein deutscher, zu Beginn sachlicher und später expressionistischer Maler und Bürstenmacher.

## Werdegang
Bernhard Bruckmayer wuchs als sechstes Kind des Bürstenfabrikanten August Bruckmayer und dessen Frau Katharina Hofer auf und machte eine Lehre in der elterlichen Bürstenfabrik. 1923 wurde er Mitglied im Kunstverein Ingolstadt und lernte dort Liselotte Spreng und Knut Schnurer kennen. 1932 übernahm Bruckmayer als Kaufmann und Bürstenmacher zusammen mit seinem Bruder Max die Leitung der Bürstenfabrik. In den 1930er Jahren lernte er in der Mal- und Zeichenschule Alois Schölß und hatte dort Kontakt zu Karl August Tinti. Von 1939 bis 1945 war er vom Kriegsdienst freigestellt und machte ab 1945 mit Schulfreund Gustav Schneider Malexkursionen ins Altmühltal, über ihn lernte er Karl Caspar kennen. 1946 heiratete Benhard Bruckmayer Therese Unertl und schied 1958 aus der Bürstenfabrik Geschwister Bruckmayer aus und übernahm die Parfümerie am Stein.
Bernhard Bruckmayer wurde im Westfriedhof Ingolstadt beigelegt.

## Wirken
Bruckmayer schuf Gemälde vom Reduit Tilly, Liebfrauenmünster, Kreuztor, Bürstenfabrik, Neue Schloss, Altmühlbrücke Pfünz, Schloss Trauttmansdorff und prägte neben Federico von Rieger, Carl Otto Müller, Pius Eichlinger, Alois Schölß, Gustav Schneider, Karl August Tinti, Käte Krakow, Johannes Eppelein und Knut Schnurer die Ingolstädter Kunstszene im 20. Jahrhundert.

## Ausstellungen
- 1960er Jahre: Weihnachtsausstellungen, Kunstverein Ingolstadt
- 1964: Jahresausstellung, Kunstverein Ingolstadt
- 1960er Jahre: Haus der Kunst, München (Bilderrahmen von Georg Löhnert)
- 1966: Ingolstädter Maler, Grasse (Bilderrahmen von Georg Löhnert)
- 1981: Eichstätter Ausstellung „Das Jurahaus“ mit Bildern aus dem Altmühltal
- 1990: Retrospektive „Ein Ingolstädter Maler – Bernhard Bruckmayer“, Stadtmuseum Ingolstadt
- 2010–2011: Bernhard Bruckmayer. Ein Ingolstädter Maler, Stadtmuseum Ingolstadt[3]